# Lijst van Alarmschijven in 1969
Deze hits waren in 1969 Alarmschijf op Radio Veronica:
| Nr. | Datum       | Artiest               | Titel                                                   | Hoogste positie in Top 40 |
| --- | ----------- | --------------------- | ------------------------------------------------------- | ------------------------- |
| 1   | 1 november  | Fleetwood Mac         | Oh Well (Part 1)                                        | 1(4wk)                    |
| 2   | 8 november  | Piet, Adèle & Leen    | We zijn toch op de wereld om mekaar te helpen, niewaar? | 6                         |
| 3   | 15 november | Stevie Wonder         | Yester-Me, Yester-You, Yesterday                        | 6                         |
| 4   | 22 november | Los Piratos           | Na na na hé hé                                          | 36                        |
| 5   | 29 november | Ben Cramer            | Joffy, Joffy, Joffy                                     | 31                        |
| 6   | 6 december  | The Cats              | Marian                                                  | 1(5wk)                    |
| 7   | 13 december | Led Zeppelin          | Whole Lotta Love                                        | 4                         |
| 8   | 20 december | Engelbert Humperdinck | Winter World of Love                                    | 12                        |
| 9   | 27 december | Lou Christie          | She Sold Me Magic                                       | 16                        |

1969 ·
1970 ·
1971 ·
1972 ·
1973 ·
1974 ·
1975 ·
1976 ·
1977 ·
1978 ·
1979 ·
1980 ·
1981 ·
1982 ·
1983 ·
1984 ·
1985 ·
1986 ·
1987 ·
1988 ·
1989 · 
1990 · 
1991 · 
1992 · 
1993 · 
1994 · 
1995 · 
1996 · 
1997 · 
1998 · 
1999 · 
2000 · 
2001 · 
2002 · 
2003 · 
2004 · 
2005 · 
2006 · 
2007 · 
2008 · 
2009 ·
2010 ·
2011 ·
2012 ·
2013 ·
2014 ·
2015 ·
2016 ·
2017 ·
2018 ·
2019 ·
2020 ·
2021 ·
2022 ·
2023 ·
2024 ·
2025